# Hubert Latham
Arthur Charles Hubert Latham (10 de enero de 1883, Paris, Francia-25 de junio de 1912, Chad) fue un pionero de la aviación francesa. Fue la primera persona que intentó cruzar el Canal de la Mancha en un avión. Debido a una falla en el motor durante sus primeros dos intentos de cruzar el Canal, se convirtió también en la primera persona en aterrizar un avión en un cuerpo de agua.

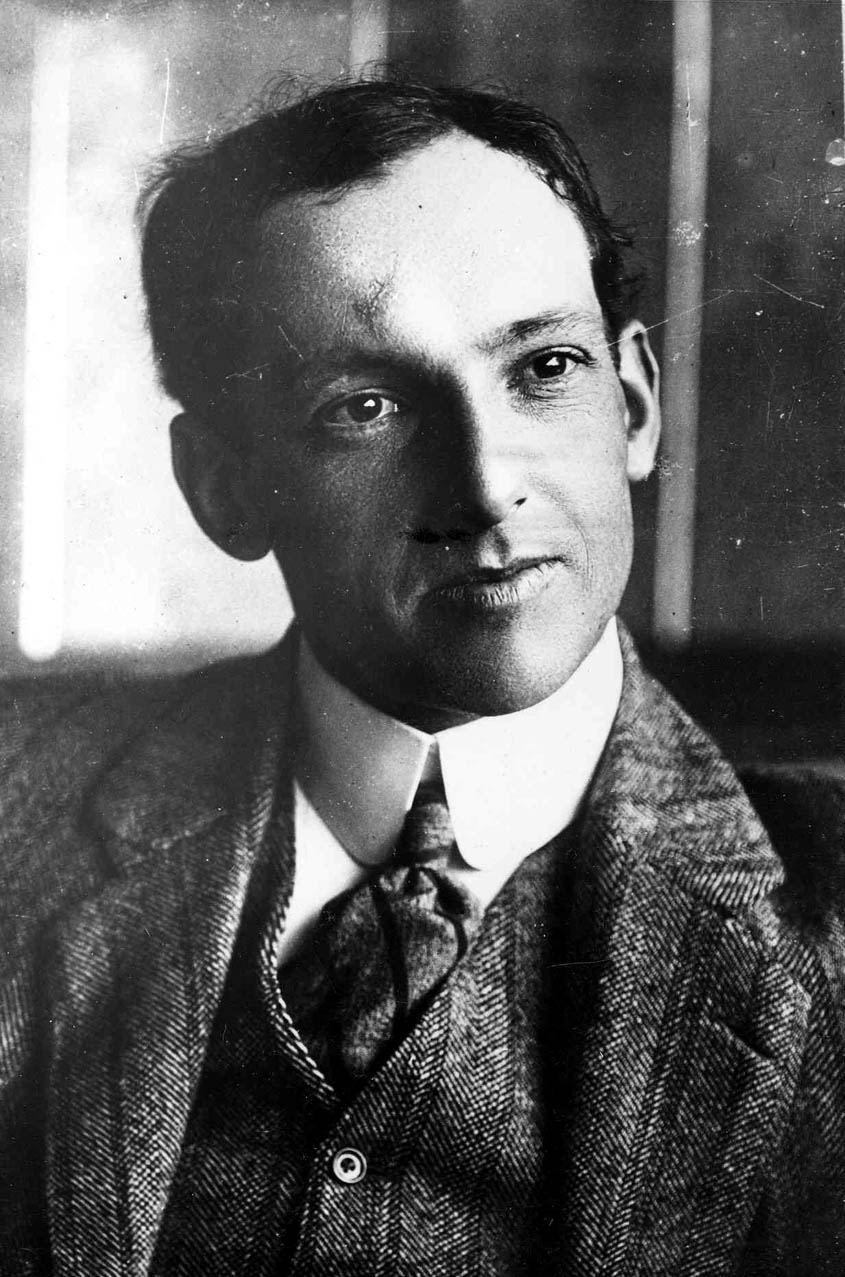
Huber Latham

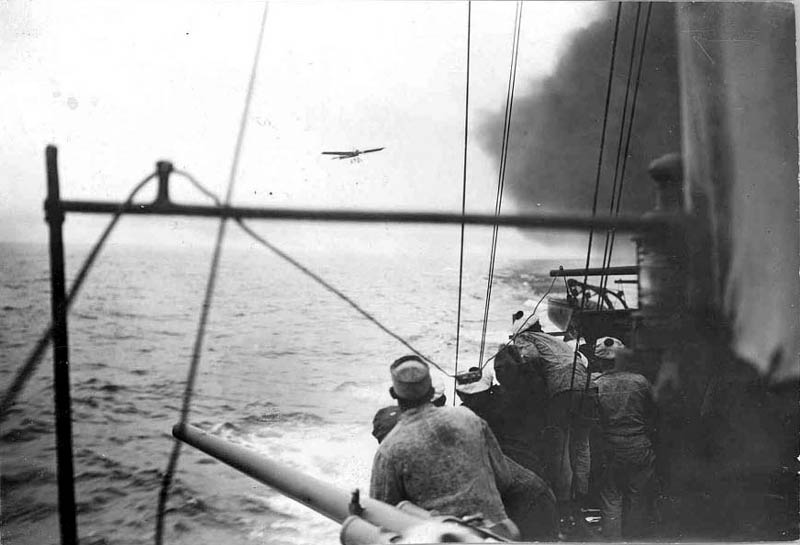
Latham sobre el canal inglés en su segundo intento de cruce.

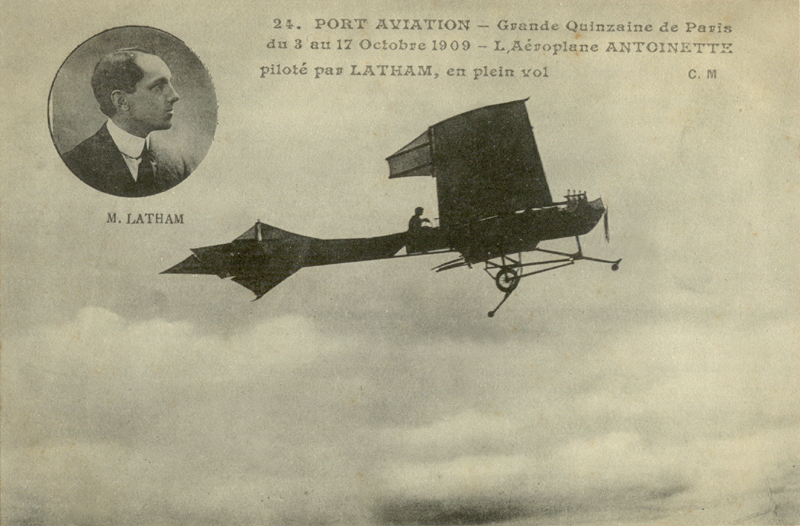
Hubert Latham y su monoplano Antoinette IV en la Grande Quinzaine de Paris, del 3 al 17 de octubre de 1909

En agosto de 1909, en la Gran semana de la aviación de la Champagne, estableció el récord mundial de altitud de 155 metros (509 pies) en su Antoinette IV. En abril de 1910 estableció el récord mundial de velocidad aérea oficial de 48,18 millas por hora (77,54 km / h) en su Antoinette VII.

## Legado
Una estatua erigida por los franceses en memoria de Latham domina el Canal de la Mancha cerca del Monumento a la Patrulla de Dover, en la cima de Cap Blanc Nez entre Calais y Boulogne-sur-Mer.
Según Henry Villard en su libro de 2002 - ¡Contacto! La historia de los primeros aviadores:
"En el castillo de Maillebois se exhibe con orgullo un hermoso trofeo de plata otorgado a Latham por un club aéreo de Berlín por el primer vuelo por tierra en Alemania, completado el 27 de septiembre de 1909, entre los campos de vuelo embrionarios de Tempelhof y Johannisthal. En una amplia extensión de prado junto al castillo hay un marcador de piedra para conmemorar el día en que Hubert voló por primera vez desde París para almorzar. Un monumento se encuentra en el centro de Maillebois, frente a la Place de l'Hôtel de Ville."
Como la ruta D939 pasa por Maillebois, se llama ‘rue Hubert Latham’.